# Mosstjärnen (Blomskogs socken, Värmland)
Mosstjärnen är en sjö i Årjängs kommun i Värmland och ingår i Göta älvs huvudavrinningsområde.